# Charles Bonaventure de Longueval

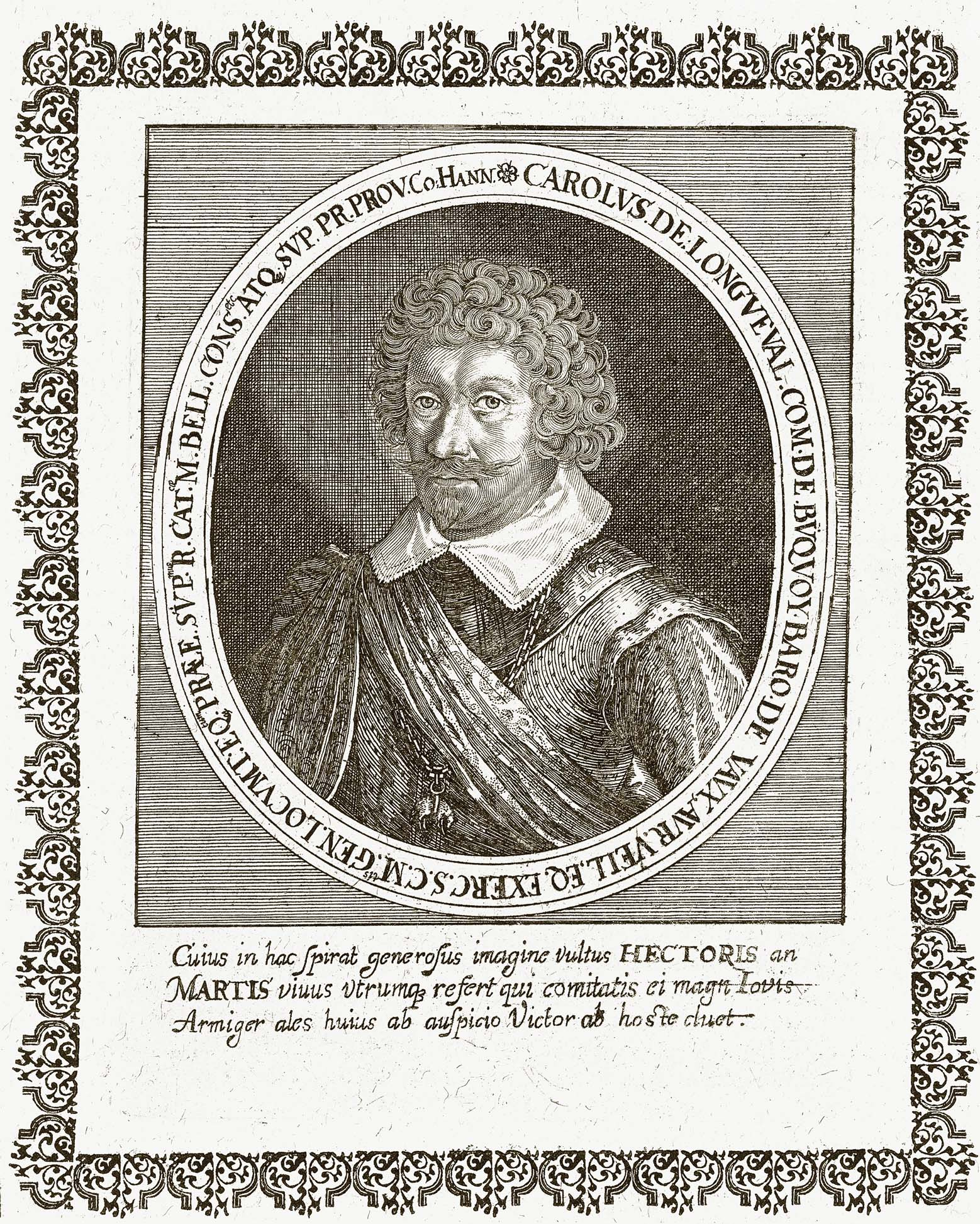
Charles de Bucquoy, Kupferstich von Matthäus Merian mit dem aus dem Werk Theatrum Europaeum von 1662

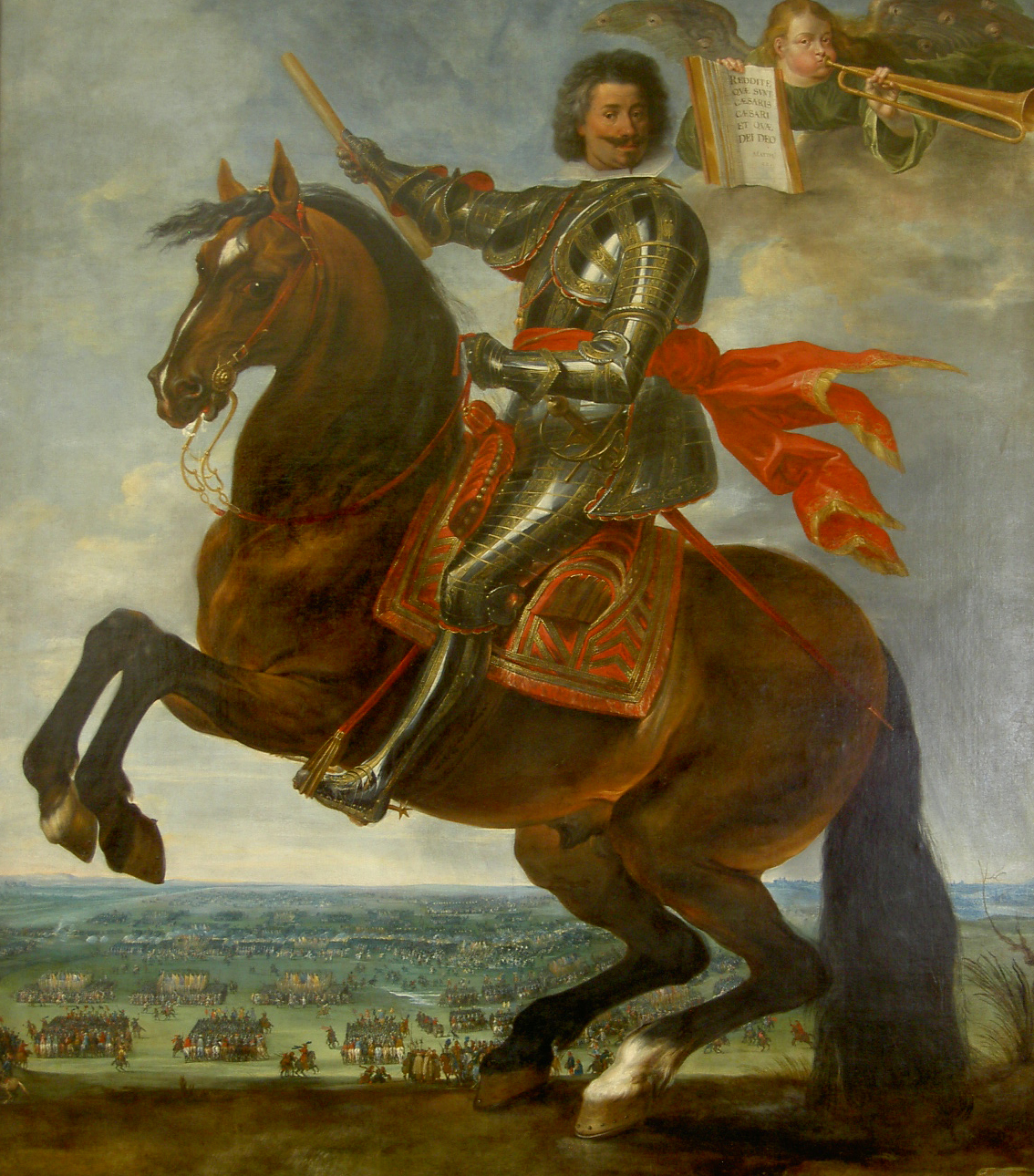
Bucquoy in der Schlacht am Weißen Berg, Porträt von Pieter Snayers, Schloss Rohrau, Graf Harrach’sche Familiensammlung

Charles Bonaventure de Longueval, Comte de Bucquoy, auch Boucquoi oder Buquoy (* 9. Januar 1571 in Arras; † 10. Juli 1621 in Neuhäusel) war im Dreißigjährigen Krieg erfolgreicher Feldherr sowie Feldmarschall der Habsburgermonarchie, der die Militärstrategie der Kaiserlichen maßgeblich beeinflusste.

## Leben

### Jugend und Beginn der Laufbahn
Seine Eltern waren Maximilian von Longueval, Baron von Vaux (* 16. April 1537 in Arras; † 1581 gefallen vor Tournay) und – seit 1580 – Graf von Buquoy und Margueritha de Lille († 8. August 1581). Seine Vorfahren waren ein ursprünglich französisches Geschlecht, Uradel der Landschaft Santerre in der Picardie. Sein Vater war als Kriegsoberster unter Alexandro Farneses Führung vor Tournai gefallen, der zuerst unter dem Erzherzog Albrecht von Österreich gedient hatte und später als General der Artillerie an den Feldzügen am Rhein 1596 bis 1598 und 1599 teilgenommen hatte.
Karl Bonaventura von Buquoy verdiente sich zu Beginn des 17. Jahrhunderts zunächst in der Spanischen Armee in Flandern erste militärische Erfolge im Kampf gegen Franzosen und Niederländer. Vor Emmerich gefangen und ausgelöst, bewies er, bei der Schlacht von Nieuwpoort 1600 von Moritz von Nassau geschlagen, seine kriegerische Tüchtigkeit aufs Neue bei der Belagerung Ostendes und bei der Einnahme von ’s-Hertogenbosch. 1602 zum kaiserlichen Generalfeldzeugmeister ernannt, wurde er 1606 Statthalter des Hennegau und kam 1610 als Gesandter an den französischen Hof.
Nach weiteren militärischen Erfolgen berief ihn Kaiser Matthias zum Oberbefehlshaber seiner Truppen und ernannte ihn zum Feldmarschall.

### Dreißigjähriger Krieg
Im Kampf gegen die aufständischen Standesherren und die Protestantische Union in Südböhmen errichtete er in Dráchov sein Heerlager. Am 10. Juni 1619 legte Bucquoy einen Hinterhalt, in den ein nach Budweis vorrückendes Söldnerheer unter Mansfeld geriet. In der daraufhin entbrennenden Schlacht bei Sablat im Juni 1619 bei Wodnian (Vodňany) in Südböhmen musste Mansfeld eine schwere Niederlage hinnehmen und Bucquoy konnte mit Hilfe des ihm untergebenen Wallenstein die Stadt Budweis in Südböhmen behaupten. In der Fortsetzung der Kämpfe bei Netolitz (Netolice) eroberten die Söldner Buquoys mehrere böhmische Städte und Schlösser. Auch die den protestantischen von Neidegg gehörende Burg Albrechtsberg an der Großen Krems wurde verwüstet.
Auf die Kunde von Gábor Bethlens Einfall in Ungarn im September 1619 drang Bucquoy mit 16.000 Mann bis an die Donau vor und machte dem Feind den Übergang über den Fluss mit Erfolg streitig. Anschließend entsetzten Bucquoys Truppen das von Bethlen Gábor belagerte Wien. Bei Eggenburg schlug Bucquoy ein böhmisches Heer unter Thurn.
Nach dem Rückzug der evangelisch-lutherischen Böhmen und der Ungarn warb er eine Armee von 20.000 Mann, verteidigte Österreich gegen die erneut eingedrungenen Böhmen und konnte diese vertreiben. Im September 1620 stieß er bei Krems zum Heer der Liga und wurde im Gefecht bei Rakonitz verwundet.
Am 8. September 1620 vereinigten sich seine Korps bei Krems mit dem Ligaheer unter Tilly. Diese überlegene Streitmacht schlug das protestantische Heer am 8. November 1620 in der Schlacht am Weißen Berg. Buquoy konnte in dieser Schlacht das Kommando des rechten Flügels allerdings nicht persönlich führen, sondern musste aufgrund seiner Verletzung vom Wagen aus die Schlacht mitmachen.
Danach eroberte Buquoy für Ferdinand II. die Burg Karlstein und zwang die mährischen Stände zum Huldigungseid auf den habsburgischen Kaiser. Anfang 1621 bat er um seine Entlassung, blieb jedoch im Dienst, als ihm der Kaiser die konfiszierten ehemals Schwanbergschen Herrschaften Gratzen, Rosenberg, Sonnberg und weitere verlieh.
Im Februar 1621 marschierte Buquoy erneut gegen den in Ungarn eingefallenen Gábor Bethlen. Er zog zunächst nach kurzer Belagerung in Preßburg ein und begann im Juni 1621 die Belagerung von Neuhäusel (heute Nove Zamky in der Slowakei) gegen Stanislaus Thurzó. Dort kam er am 10. Juli 1621 bei der Abwehr eines Ausfalls der Belagerten ums Leben. Bei einer Rekognoszierung durch einen Flintenschuss verwundet, wurde er vom Pferd gerissen und nachdem er in wütender Gegenwehr drei Pistolenschüsse, sieben Lanzenstiche in den Leib und einen Stich an der rechten Hand erhalten hatte, schließlich durch einen letzten Lanzenstich getötet. Zunächst am 20. Juli 1621 in Wien eingesegnet, wurde der Leichnam am 22. August 1623 nach Rosenberg überführt und dort am 31. August 1683 in der Stadtkirche beigesetzt. Das Grab existiert nicht mehr. Der Oberbefehl über seine Truppen ging an Rudolf von Tiefenbach über.
Karl von Buquoy hatte nie eine Schlacht gewagt, wenn der Ausgang ungewiss erschien und gilt als Meister der defensiven Kriegsführung (Ermattungsstrategie).

## Familie
Longueval heiratete am 15. Juni 1606 Maria Magdalena Biglia Gräfin von Saronno (* 1585 in Mailand; † 27. März 1654 in Gratzen). Sie war die Tochter des Balthasar Biglia (Bia) Graf von Sarona und der Justine Visconti Gräfin von Carbonaro. Das Paar hatte einen Sohn:
- Karl Albert de Longueval, Graf von Bu(c)quoy, Baron de Vau(l)x, Grande von Spanien, Ritter des Ordens vom Goldenen Vlies, königlich spanischer Statthalter der Grafschaft Hennegau, (* 1607 in Brüssel; † 23. März 1663 in Mons); er war verheiratet mit Marie-Guillemette de Croy, Comtesse de Solre, und hinterließ acht Kinder

## Rezeption

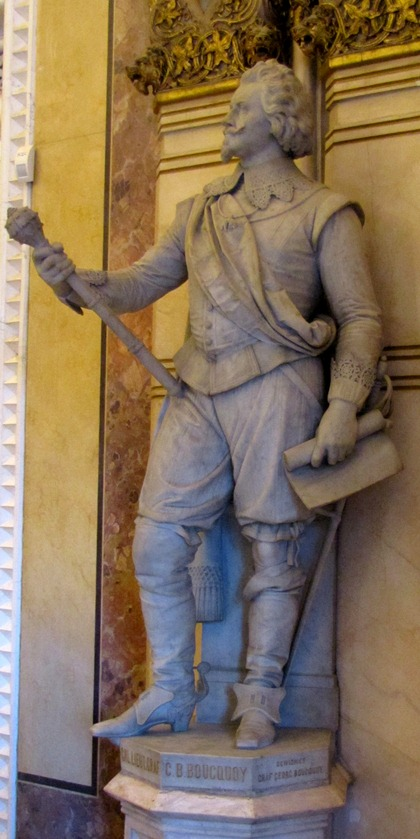
Statue im Heeresgeschichtlichen Museum.

Durch die kaiserliche Entschließung von Franz Joseph I. vom 28. Februar 1863 wurde Buquoy in die Liste der „berühmtesten, zur immerwährenden Nacheiferung würdiger Kriegsfürsten und Feldherren Österreichs“ aufgenommen, zu deren Ehren und Andenken auch eine lebensgroße Statue in der Feldherrenhalle des damals neu errichteten k.k. Hofwaffenmuseums (heute: Heeresgeschichtliches Museum Wien) errichtet wurde. Die Statue wurde 1873 vom Bildhauer Carl Kundmann aus Carrara-Marmor geschaffen, gewidmet wurde sie von Graf Georg von Bucquoy.